# Uta Ruge
Uta Ruge (* 22. Februar 1953 in Wiek auf Rügen) ist eine deutsche Publizistin. 

## Leben und Wirken
Ihre Familie floh 1953 vor der Kollektivierung der Landwirtschaft aus der DDR in den Westen, die Kinder wuchsen auf in Flüchtlingslagern, in Krefeld und schließlich wieder auf einem Bauernhof in einem kleinen Dorf im Moor zwischen Elb- und Wesermündung. Uta Ruge studierte Germanistik und Politik in Marburg und Berlin, arbeitete nach dem Staatsexamen im Rotbuch Verlag und in der Taz. 1985 zog sie nach London und schrieb als freie Mitarbeiterin dreizehn Jahre lang Reportagen, Features und Kommentare für deutsche Rundfunkanstalten (vor allem WDR, SFB, NDR, Deutschlandfunk) beziehungsweise deutschsprachige Zeitungen (Taz, Frankfurter Rundschau, Wochenpost, Basler Zeitung). 
Ihre Themen waren in jenen Jahren insbesondere Grenzen und Grenzerfahrungen. In Großbritannien interviewte sie Menschen, die in der Nazizeit aus Deutschland und Österreich geflohen waren. Sie machte Reportagen aus Schottland und Irland, Gebieten früher britischer Eroberung. Weitere Reportage-Reisen führten sie 1989 zurück nach Rügen und in einige osteuropäische Länder, insbesondere Belarus. Seit 1988 wählte sie aus der in London erscheinenden, internationalen Zeitschrift Index on Censorship Texte aus und übersetzte sie für die Publikation in der Taz bzw. ab 1999 bis 2004 in der Frankfurter Rundschau. Die besten Texte aus zehn Jahren erschienen 1998 als Buch unter dem Titel Die Landkarte der Zensur (Christoph Links Verlag, Berlin).
Aus ihrer Recherche zur Familiengeschichte auf Rügen entstand 2003 ihr Buch Windland – eine deutsche Familie auf Rügen (Kindler Verlag, Berlin).
Von 1995 bis 1999 ließ sich Uta Ruge in Lewes (Südengland) zur Feldenkrais-Lehrerin ausbilden, ging Ende 1998 nach Berlin zurück und war viele Jahre verantwortliche Redakteurin der Zeitschrift Feldenkraisforum. Sie übersetzte viele Hundert Feldenkraislektionen aus dem Englischen, schrieb und übersetzte Aufsätze zum somatischen Lernen und gab 2004 zusammen mit einer Kollegin einen Band mit Fallgeschichten über körperliches Lernen heraus: Zuerst bin ich im Kopf gegangen (von Loeper Literaturverlag, Karlsruhe). Daneben arbeitete sie im Online-Kulturmagazin perlentaucher mit. Seit 2014 machte sie zahlreiche Gutachten und Lektorate für den oekom verlag, München, der sich vor allem in der Publikation von Büchern zu Nachhaltigkeit und Klimawandel engagiert (darunter etwa Wasserpfade von Torsten Schäfer,  Kein Leben ohne Vielfalt von Klaus Hahlbrock und Stunde der Politik von Günther Bachmann).
Im August 2020 erschien ihr Buch Bauern, Land. Die Geschichte meines Dorfes im Weltzusammenhang (Verlag Antje Kunstmann, München). Es stand im November 2020 auf Platz 1 der Bestenliste der ZEIT und war 2021 mit der Begründung „Ein kongenial aufklärendes und persönlich anrührendes Buch.“ in der Sparte „Sachbuch/Essayistik“ für den Buchpreis der Leipziger Buchmesse nominiert.

## Bücher (Auswahl)
- Bauern, Land: Die Geschichte meines Dorfes im Weltzusammenhang. Antje Kunstmann, 2020, ISBN 978-3-95614-416-5
- Die Kühe, mein Neffe und ich: Mit großen Tieren aufwachsen, leben und arbeiten. Verlag Antje Kunstmann, 2023, ISBN 978-3-95614-579-7